# 李济仁
李济仁（1931年1月6日—2021年3月11日），原名李元善，男，安徽歙县人，首届国医大师，皖南医学院教授、附属弋矶山医院主任医师。

## 生平
李元善出生于安徽徽州歙县桥亭山凤逸村的贫苦篾匠家庭，7岁时开始学四书五经，1943年跟随当地名医汪润身学医，1946年拜新安世医“张一帖”第十三代传人张根桂为师，并改名李济仁，意为“仁术济世”，1949年起在歙县小川开业行医。1955年、1958年两度被选派到安徽中医进修学校（安徽中医药大学前身）师资班学习，1959年参与筹建安徽中医学院和附属医院，1970年转入安徽医学院（现安徽医科大学）工作，1972年调至皖南医学院弋矶山医院工作。
2021年3月11日，在皖南医学院附属弋矶山医院逝世，終年91岁。

## 荣誉
李济仁教授是首批“全国500名老中医”、首批国家名老中医学术经验继承人指导老师、首批中国百年百名中医临床家、首批国务院特殊津贴获得者，同时也是国家级非物质文化遗产“张一帖”内科第十四代传人，2009年当选为首届“国医大师”。

## 著作
独著和主编《济仁医录》、《痹证通论》、《痿病通论》等学术专著14部，参编《内经》《中医基础理论》等高等学校规划教材，获省部级科研奖励5项。

## 家庭
- 妻子：张舜华，皖南医学院附属弋矶山医院医师[5]。
- 长子：张其成，全国政协委员，北京中医药大学教授、博士生导师[5]。
- 女儿：李艳，皖南医学院附属弋矶山医院中医科主任[5]。
- 三子：李梃，歙县定潭中医大夫[5]。
- 四子：李标，中国科学院博士、旅美科学家[5]。
- 五子：李梢，清华大学教授，国家杰出青年基金获得者[5]。